# Le Petit Illustré amusant
Pour les articles homonymes, voir Illustré.
Ne doit pas être confondu avec Le Petit Français illustré ou Le Petit Illustré.
Le Petit Illustré amusant est un périodique hebdomadaire français humoristique créé en 1898 et disparu en 1911. 

## Histoire

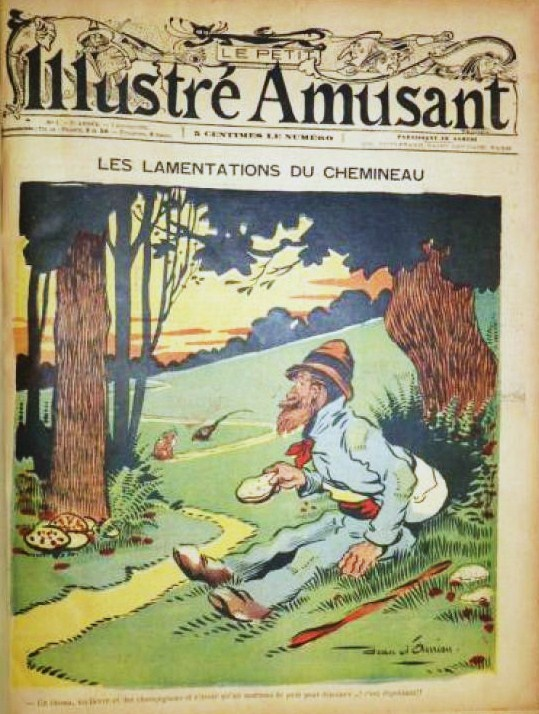
Une de janvier 1904 illustrée par Jean d'Aurian.

D'abord titré Le Petit Illustré amusant, journal humoristique paraissant le samedi, la première livraison a lieu le 27 octobre 1898 : il s'agit d'un cahier de 8 pages au format 31 x 23 cm, vendu 5 centimes, et comprenant, en une, un dessin imprimé en couleurs, suivi par des histoires drôles illustrées à partir de gravures au trait.
Le directeur de la publication n'est autre qu'Antonin Reschal, qui se cache d'abord sous son véritable nom, Charles Arnaud, mentionné comme patron de la « Librairie parisienne, Arnaud et Cie. », située au 10 rue de Paradis (l'adresse du journal étant au 19). Pour créer cette feuille humoristique, Reschal s'était inspiré de La Grisette, et non de la publication phare de Félix Juven, Le Rire, car ce dernier est plus axé sur la satire politique.
Reschal recrute durant cette première période des dessinateurs comme Georges Delaw, Fernand Fau, Jacotot, Maurice Motet, Maurice Radiguet, Sandy-Hook. Des plumes comme Marc Anfossi, Henri Bachmann, Armand Juin sont sollicitées.
Le prix passe ensuite à 10 centimes, Reschal connaît des difficultés financières et doit revendre durant l'été 1900 son titre à l'éditeur parisien Henri Geffroy qui transfère le siège du journal au 222 boulevard Saint-Germain, demande à Raoul Thomen de redessiner le titre de la une, et repasse le prix de vente à 5 centimes.
Le Petit Illustré amusant est ensuite revendu à la Librairie Arthème Fayard, qui s'était lancée depuis plusieurs années dans la publication de magazines illustrés humoristiques destinés à la jeunesse et aux adultes.  
En 1911, Fayard fusionne plusieurs de ses magazines : Le Petit Illustré amusant disparaît.

## Dessinateurs contributeurs
- Aroun al Rachid
- Jean d'Aurian
- Ferdinand Bac
- Albert Bertrand
- Gus Bofa
- Léonce Burret
- Georges Cyr
- Aristide Delannoy
- Georges Delaw
- Fernand Fau
- Ricardo Florès
- Louis Forton
- Fernand-Louis Gottlob
- Guydo
- Lucien Haye
- Charles Huard
- Étienne Le Rallic
- Eugène Ogé
- Francisque Poulbot
- Gonzague Privat
- Maurice Radiguet
- Carsten Ravn
- Auguste Roubille
- Henri de Sta
- Edmond Tapissier (E. Tap)
- Raoul Thomen
- André Vallet
- Jean Villemot
- Lucien-Henri Weiluc
- Ymer